# Life thru a Lens
Life thru a Lens var det første soloalbum af den engelske popsanger Robbie Williams efter han havde brudt med sit tidligere band Take That. Singlen "Angels" blev et af Williams allerstørste hits. Også singlen "Let Me Entertain You" blev et stort hit. Sangen "Life Thru A Lens" handler om hans daværende kæreste Jacqueline Hamilton-Smith.

## Nummerliste
1. "Lazy Days" – 3:53
2. "Life Thru A Lens" – 3:08
3. "Ego A Go Go" – 3:34
4. "Angels" – 4:24
5. "South Of The Border" – 3:53
6. "Old Before I Die" – 3:54
7. "One Of God's Better People" – 3:33
8. "Let Me Entertain You" – 4:21
9. "Killing Me" – 3:56
10. "Clean" – 3:55
11. "Baby Girl Window" * – 3:16

"Baby Girl Window" efterfølges af et digt.